# Епархия Гойи
Епархия Гойи (лат. Dioecesis Goyanensis) — епархия Римско-Католической церкви с центром в городе Гойя, Аргентина. Епархия Гойи входит в митрополию Корриентеса. Кафедральным собором епархии Гойи является церковь Пресвятой Девы Марии Розария.

## История
10 апреля 1961 года Папа Римский Иоанн XXIII выпустил буллу «Quotiens amplo», которой учредил епархию Гойи, выделив её из епархии Корриентеса, которая одновременно была возведена в ранг архиепархии.
3 июля 1979 года епархия Гойи передала часть своей территории для образования епархии Санто-Томе.

## Ординарии епархии
- епископ Alberto Devoto (12.06.1961 — 29.07.1984);
- епископ Luis Teodorico Stöckler (21.11.1985 — 25.02.2002), назначен епископом Кильмеса;
- епископ Ricardo Oscar Faifer (с 10 октября 2002 года).

### Коадъютор
- епископ Adolfo Ramón Canecín (с 9.12.2014)